# Gazelle de Sömmering
Nanger soemmerringii
Espèce
Statut de conservation UICN

 VU C1 : Vulnérable
Synonymes
- Antilope soemmerringii Cretzschmar, 1826[1]
- Gazella soemmerringii (Cretzschmar, 1826)[1] [2]

La gazelle de Sömmering (Nanger soemmerringi) est une espèce de mammifères artiodactyles de la famille des Bovidés.

## Description
Les cornes des mâles sont lyrées, et leurs pointes convergentes ou divergentes. Les cornes comptent 15 à 22 anneaux élevés avec une forte variation de formes. Les femelles ont des cornes plus fines et plus petites. Ces gazelles mesurent de 76 cm pour les femelles à 93 cm pour les mâles en hauteur au garrot. 
Elles ont tendance à être plus fines que les gazelles de Grant à la maturité. A l'âge adulte, leur poids varie de 30 à 60 kg, soit 30 kg de moins que la Gazelle de Grant pour une taille en hauteur similaire.
Elles peuvent courir de 80 à 90 km/h en vitesse de pointe.

## Sous-espèces
Selon Mammal Species of the World (version 3, 2005)  (23 septembre 2017) et ITIS (23 septembre 2017) :
- sous-espèce Nanger soemmerringii berberana (Matschie, 1893)
- sous-espèce Nanger soemmerringii butteri (Thomas, 1904)
- sous-espèce Nanger soemmerringii soemmerringii (Cretzschmar, 1828)